# Ghiacciaio Sargent
Il Ghiacciaio Sargent  (in lingua inglese: Sargent Glacier) è un ghiacciaio tributario antartico, che scorre verso sudest ed è caratterizzato da pareti ripide; si origina dall'Herbert Range, catena montuosa che fa parte dei Monti della Regina Maud, in Antartide, e termina nel Ghiacciaio Axel Heiberg, appena a sudest del Bell Peak. 
Fu probabilmente avvistato per la prima volta dal gruppo polare dell'esploratore norvegese Roald Amundsen nel 1911. La mappatura fu eseguita dalla spedizione verso il Polo Sud capitanata dall'esploratore polare americano Richard Evelyn Byrd nel 1928-30. 
La denominazione fu assegnata dall'Advisory Committee on Antarctic Names (US-ACAN) in onore del fisico statunitense Howard H. Sargent III, che aveva condotto studi sulla ionosfera presso la Base Amundsen-Scott nel 1964.